# XIII Festival Internacional de Cinema Fantàstic i de Terror
El XIII Festival Internacional de Cinema Fantàstic i de Terror va tenir lloc a Sitges entre el 4 i l'11 d'octubre de 1980 sota la direcció d'Antonio Rafales amb la intenció de promocionar el cinema fantàstic i el cinema de terror. Fou inaugurat al palau de Maricel i hi havia tres seccions, una competitiva, una informativa i una altra retrospectiva sobre el cinema fantàstic estatunidenc.

## Pel·lícules exhibides

### Secció competitiva
- Harlequin de Simon Wincer
- Tajemství Ocelového města de Ludvík Ráža
- Ye zhi ji de Yung-Ming Pan i Ke Yang
- Morir de miedo de Juan José Porto Rodríguez
- Virus d'Antonio Margheriti
- Mother's Day de Charlie Kaufman
- The Hearse de George Bowers
- Don't Answer the Phone! de Robert Hammer
- Maníac de William Lustig
- Don't Go in the House de Joseph Ellison
- The Godsend de Gabrielle Beaumont
- Quatermass de Piers Haggard
- Macabro de Lamberto Bava
- La Nuit des traquées de Jean Rollin
- Legend o Caru Scepano Malom de Veljko Bulajić

### Secció informativa
- La capilla ardiente de Carlos Puerto
- The Martian Chronicles de Michael Anderson
- Summer of Fear de Wes Craven
- Golem de Piotr Szulkin

### Secció retrospectiva
- La dona pantera (1942) de Jacques Tourneur
- The Invisible Man's Revenge (1944) de Ford Beebe
- Frankenstein 1970 (1958) de Howard W. Koch
- El ratpenat diabòlic (1940) de Jean Yarbrough
- Invasion of the Body Snatchers (1956) de Don Siegel
- L'enigma d'un altre món (1951) de Christian Nyby

## Jurat
El jurat internacional era format per Joan Brossa, Hanna Sansonowska, Jacinto Molina, Danilo Arona, Eduardo Sou-er Mo i Josep Maixenchs i Agustí.

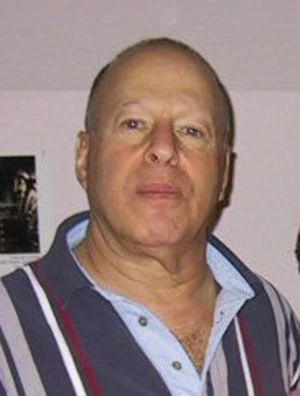
Nicholas Worth, premi al millor actor

## Premis
Els premis d'aquesta edició foren:
| Categoria                                      | Premiat          | Treball                     |
| ---------------------------------------------- | ---------------- | --------------------------- |
| Medalla Sitges d'Or al millor director         | Veljko Bulajić   | Legend o Caru Scepano Malom |
| Medalla de Plata al millor Curtmetratge        | Joško Marušić    | Riblje oko                  |
| Medalla de Plata a la millor actriu            | Cyd Hayman       | The Godsend                 |
| Medalla en Plata al millor actor               | Nicholas Worth   | Don't Answer the Phone!     |
| Medalla de Plata a la millor fotografia        | Gary Hansen      | Harlequin                   |
| Medalla de Plata al millor guió                | Everett De Roche | Harlequin                   |
| Medalla de Plata als millors efectes especials | Shih-Li Wang     | Ye zhi ji                   |
| Premi del Jurat Internacional de la Crítica    | Harlequin        | Simon Wincer                |
| Menció especial del Jurat                      | Veljko Bulajić   | Legend o Caru Scepano Malom |